# Danny Higginbotham
Daniel John Higginbotham (Manchester, 29 dicembre 1978) è un ex calciatore inglese naturalizzato gibilterriano, di ruolo difensore.

## Carriera

### Club
Ha iniziato la sua carriera professionistica nel Manchester United, con cui ha giocato una partita in Premier League; nella stagione 1998-1999 è stato ceduto in prestito all'Anversa, con cui ha segnato 3 gol in 29 presenze nella massima serie belga. Successivamente dopo un'ulteriore stagione al Manchester è stato ceduto a titolo definitivo al Derby County, con cui ha giocato in Premier League; dopo la retrocessione della squadra nella seconda serie inglese è passato al Southampton, con cui in due anni e mezzo ha giocato 94 partite, 57 delle quali in Premier League. Nella stagione 2006-2007 ha militato nello Stoke City, in seconda serie, per poi giocare per due stagioni nel Sunderland in massima serie. Dal 2008 al 2013 ha giocato nuovamente allo Stoke City, con due periodi in prestito in seconda serie al Nottingham Forest ed all'Ipswich Town. Nella parte finale della stagione 2012-2013 ha giocato 15 partite nello Sheffield United in League One. la terza serie inglese. Nell'estate 2013 è passato al Chester, in Conference, la quinta serie inglese.

### Nazionale
Esordisce con la Nazionale di Gibilterra il 19 novembre 2013 nella gara pareggiata 0-0 contro la Slovacchia.

## Statistiche

### Cronologia presenze e reti in Nazionale
| Cronologia completa delle presenze e delle reti in nazionale ― Gibilterra | Cronologia completa delle presenze e delle reti in nazionale ― Gibilterra | Cronologia completa delle presenze e delle reti in nazionale ― Gibilterra | Cronologia completa delle presenze e delle reti in nazionale ― Gibilterra | Cronologia completa delle presenze e delle reti in nazionale ― Gibilterra | Cronologia completa delle presenze e delle reti in nazionale ― Gibilterra | Cronologia completa delle presenze e delle reti in nazionale ― Gibilterra | Cronologia completa delle presenze e delle reti in nazionale ― Gibilterra |
| Data                                                                      | Città                                                                     | In casa                                                                   | Risultato                                                                 | Ospiti                                                                    | Competizione                                                              | Reti                                                                      | Note                                                                      |
| ------------------------------------------------------------------------- | ------------------------------------------------------------------------- | ------------------------------------------------------------------------- | ------------------------------------------------------------------------- | ------------------------------------------------------------------------- | ------------------------------------------------------------------------- | ------------------------------------------------------------------------- | ------------------------------------------------------------------------- |
| 19-11-2013                                                                | Faro                                                                      | Gibilterra                                                                | 0 – 0                                                                     | Slovacchia                                                                | Amichevole                                                                | -                                                                         | [ 1 ]                                                                     |
| 1-3-2014                                                                  | Gibilterra                                                                | Gibilterra                                                                | 1 – 4                                                                     | Fær Øer                                                                   | Amichevole                                                                | -                                                                         | [ 2 ]                                                                     |
| 5-3-2014                                                                  | Gibilterra                                                                | Gibilterra                                                                | 0 – 2                                                                     | Estonia                                                                   | Amichevole                                                                | -                                                                         | 90’                                                                       |
| Totale                                                                    |                                                                           | Presenze                                                                  | 3                                                                         |                                                                           | Reti                                                                      | 0                                                                         |                                                                           |

## Palmarès

### Competizioni nazionali
- Charity Shield: 1

Manchester United: 1997
- Campionato inglese: 1

Manchester United: 1999-2000

### Competizioni internazionali
- Coppa Intercontinentale: 1

Manchester United: 1999